# Leninismo

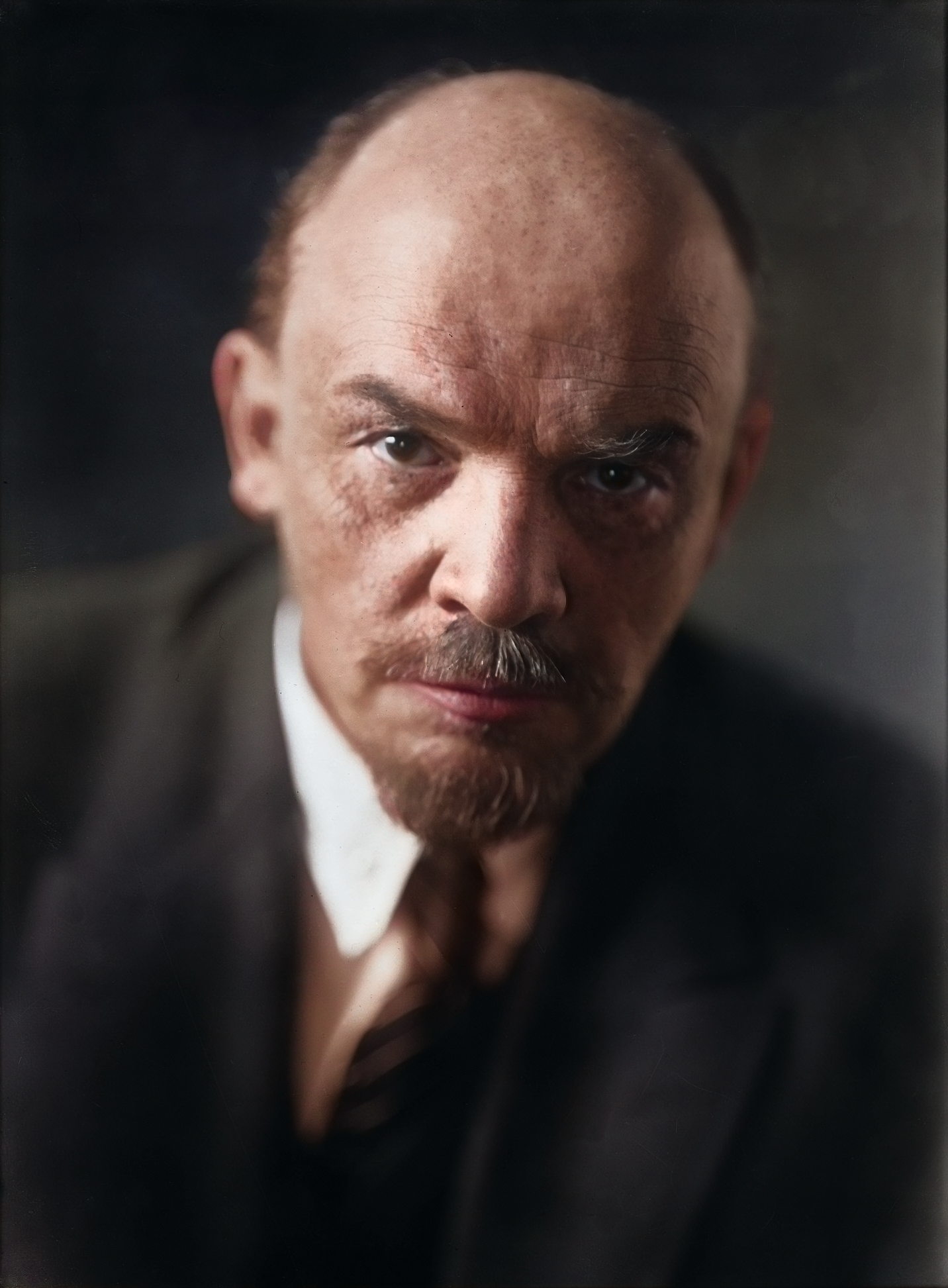
Vladímir Lenin

El leninismo es una ideología política desarrollada por el revolucionario marxista ruso Vladímir Lenin, que propone el establecimiento de la dictadura del proletariado liderado por un partido de vanguardia revolucionario, como el preludio político del establecimiento del comunismo. La función del partido de vanguardia leninista es proporcionar a las clases trabajadoras la conciencia política (educación y organización) y el liderazgo revolucionario necesarios para deponer al capitalismo en el Imperio ruso (1721-1917). El liderazgo revolucionario leninista se basa en El Manifiesto Comunista  (1848), que identifica al partido comunista como "el sector más avanzado y resuelto de los partidos de la clase trabajadora de todos los países; el sector que impulsa a todos los demás". Como partido de vanguardia, los bolcheviques vieron la historia a través del marco teórico del materialismo dialéctico, que sancionó el compromiso político con el derrocamiento exitoso del capitalismo y luego con la institución del socialismo; y, como gobierno nacional revolucionario, realizar la transición socioeconómica por todos los medios.
A raíz de la Revolución de Octubre (1917), el leninismo fue la expresión dominante del marxismo en la Unión Soviética, el gobierno de soviets en un Estado unipartidista. Al establecer el modo de producción socialista en la Rusia bolchevique, con el Decreto sobre la tierra (1917), comunismo de guerra (1918-1921), y la Nueva política económica ( 1921-1928): el régimen revolucionario suprimió la mayor parte de la oposición política, incluidos los marxistas que se oponían a las acciones de Lenin, los anarquistas y los mencheviques, facciones del Partido Socialista Revolucionario y de los social-revolucionarios de izquierda. La guerra civil rusa (1917-1922), que incluyó la intervención aliada en la guerra civil rusa de diecisiete ejércitos (1917-1925), y levantamientos de izquierda contra los bolcheviques ( 1918-1924) fueron las guerras externas e internas que transformaron la Rusia bolchevique en la República Socialista Federativa Soviética de Rusia (RSFSR), la república central de la Unión de Repúblicas Socialistas Soviéticas (URSS).
Como praxis revolucionaria, el leninismo originalmente no era ni una filosofía adecuada ni una teoría política discreta. El leninismo comprende desarrollos político-económicos del marxismo ortodoxo y las interpretaciones del marxismo de Lenin, que funcionan como una  pragmática síntesis para su aplicación práctica a las condiciones reales (políticas, sociales, económicas) de la sociedad agraria posemancipación de la Rusia imperial a principios del siglo XX. Como término de ciencia política, la teoría de Lenin de la revolución proletaria entró en uso común en el quinto congreso de la Internacional Comunista (1924), cuando Grigory Zinoviev aplicó el término "leninismo" para denotar "revolución de partido de vanguardia" El término "leninismo" fue aceptado como parte del vocabulario y la doctrina del PCUS alrededor de 1922, y en enero de 1923, a pesar de las objeciones de Lenin, entró en el vocabulario público.

## Antecedentes históricos
En el siglo XIX, Karl Marx y Friedrich Engels escribieron el "Manifiesto del Partido Comunista" (1848) en el que pedían la unificación política de los clases trabajadoras para lograr la revolución comunista; y propuso que, debido a que la organización socioeconómica del comunismo era de una forma más alta que la del capitalismo, una revolución obrera ocurriría primero en los países industrializados.

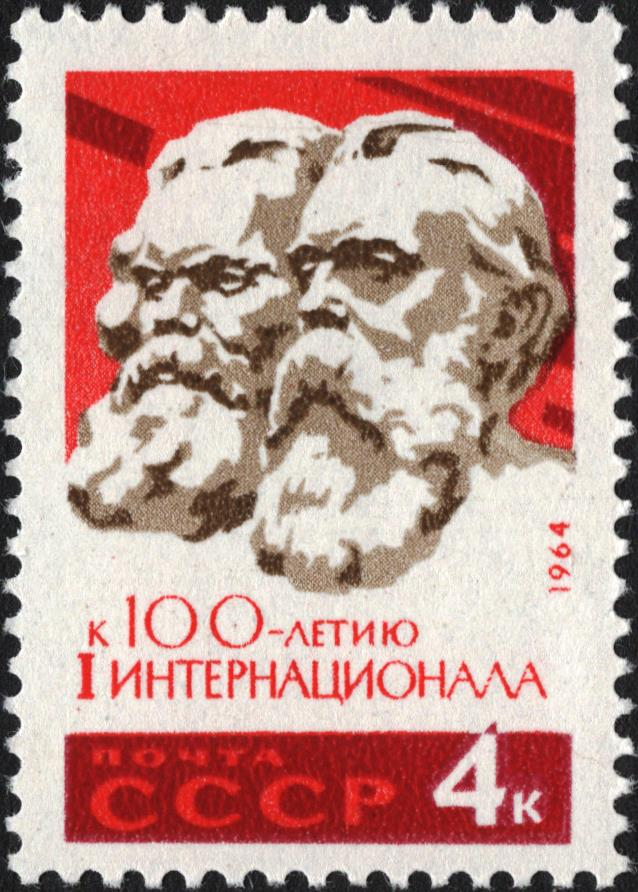
Marx y Engels en un sello de correos soviético

En Alemania, la socialdemocracia marxista fue la perspectiva política del Partido Socialdemócrata de Alemania, que inspiró a los marxistas rusos, como Lenin.
A principios del siglo XX, el atraso socioeconómico del Imperio ruso (1721-1917) —desarrollo económico combinado y desigual— facilitó una industrialización rápida e intensiva, que produjo una clase trabajadora unida —proletariado— en una sociedad predominantemente agraria. Además, debido a que la industrialización se financió principalmente con capital extranjero, la Rusia Imperial no poseía una burguesía revolucionaria con influencia política y económica sobre los trabajadores y los campesinos, como había sido el caso en la Revolución francesa (1789-1799), en el siglo XVIII. Aunque la economía política de Rusia era agraria y semifeudal, la tarea de la revolución democrática recayó en la clase trabajadora urbana e industrial como la única clase social capaz de efectuar reforma agraria y democratización, en vista de que la burguesía rusa suprimiría cualquier revolución.
En las "Tesis de abril" (1917), la estrategia política de la Revolución de octubre (7-8 de noviembre de 1917), Lenin propuso que la revolución rusa no era un acontecimiento nacional aislado, sino un evento fundamentalmente internacional —la primera revolución socialista en el mundo. La aplicación práctica de Lenin del marxismo y revolución proletaria a las condiciones sociales, políticas y económicas de la Rusia agraria motivó e impulsó el "nacionalismo revolucionario de los pobres" para deponer la monarquía absoluta del dinastía de trescientos años de la Casa de Romanov (1613-1917), como zares de Rusia.

### Imperialismo
En "El imperialismo, fase superior del capitalismo" (1916), los análisis económicos de Lenin indicaron que el capitalismo se transformaría en un sistema financiero global, mediante el cual los países industrializados exportaban capital financiero a sus países y así realizar la explotación del trabajo de los nativos y la explotación de los recursos naturales de sus países. Que tal superexplotación permite a los países ricos mantener una aristocracia laboral doméstica con un nivel de vida ligeramente más alto que el de la mayoría de los trabajadores, y así asegurar relaciones pacíficas entre trabajo y capital en la patria capitalista. Por lo tanto, una revolución proletaria de trabajadores y campesinos no podría ocurrir en los países capitalistas mientras el sistema imperialista de finanzas globales permaneciera en su lugar. La primera revolución proletaria tendría que ocurrir en un país subdesarrollado, como la Rusia Imperial, que era el país políticamente más débil del sistema financiero global capitalista a principios del siglo XX. En el  La consigna de los Estados Unidos de Europa (1915), Lenin escribió:

¡Trabajadores del mundo, uníos! - El desarrollo económico y político desigual es una ley absoluta del capitalismo. De ahí que la victoria del socialismo sea posible, primero en varios, o incluso en un país capitalista tomado por separado. El proletariado victorioso de ese país, habiendo expropiado a los capitalistas y organizado su propia producción socialista, se levantaría contra el resto del mundo, el mundo capitalista.
Obras completas, vol. 18, p. 232

En La enfermedad infantil del izquierdismo en el comunismo (1920), Lenin escribó:

El enemigo más poderoso sólo puede ser vencido ejerciendo el máximo esfuerzo, y mediante el uso más completo, cuidadoso, atento, hábil y obligatorio de cualquier brecha, incluso la más pequeña, entre los enemigos, cualquier conflicto de intereses entre la burguesía de los distintos países. países y entre los diversos grupos o tipos de burguesías dentro de los distintos países, y también aprovechando cualquier oportunidad, incluso la más pequeña, de ganar un aliado masivo, aunque este aliado sea temporal, vacilante, inestable, poco confiable y condicional. Aquellos que no comprenden esto, revelan una incapacidad para comprender ni siquiera el más mínimo grano de marxismo, del socialismo científico moderno en general. Quienes no han demostrado en la práctica, durante un período bastante considerable y en situaciones políticas bastante variadas, su capacidad para aplicar esta verdad en la práctica, aún no han aprendido a ayudar a la clase revolucionaria en su lucha por emancipar a toda la humanidad trabajadora de los explotadores. . Y esto se aplica igualmente al período anterior y posterior a la conquista del poder político por parte del proletariado.
Obras completas, vol. 31, p. 23

## Praxis leninista

### Partido de vanguardia
En el capítulo II, "Proletarios y comunistas", de El Manifiesto Comunista (1848), Marx y Engels presentan al partido comunista como la vanguardia política únicamente calificada para conducir al proletariado en la revolución:

Los comunistas, por tanto, son, por un lado, prácticamente el sector más avanzado y resuelto de los partidos obreros de todos los países, ese sector que impulsa a todos los demás; por otro lado, teóricamente, tienen sobre la gran masa del proletariado la ventaja de comprender claramente las líneas de marcha, las condiciones y los resultados generales últimos del movimiento proletario. El objetivo inmediato de los comunistas es el mismo que el de todos los demás partidos proletarios: formación del proletariado en una clase, derrocamiento de la supremacía burguesa, conquista del poder político por el proletariado.

El propósito revolucionario del partido de vanguardia leninista es establecer la dictadura del proletariado con el apoyo de la clase trabajadora. El Partido Comunista lideraría la deposición popular del gobierno zarismo y luego transferiría el poder del gobierno a la clase trabajadora; que el cambio de la clase dominante - de la burguesía al proletariado - hace posible el establecimiento del socialismo. En "¿Qué hacer?" (1902), Lenin dijo que un partido revolucionario de vanguardia, reclutado entre la clase trabajadora, debería liderar la campaña política, porque solo así el proletariado podría realizar con éxito su revolución; a diferencia de la campaña económica de lucha sindical defendida por otros partidos políticos socialistas y los anarcosindicalistas (anarcosindicalismo). Como Marx, Lenin distinguió entre los aspectos de una revolución, la "campaña económica" ( huelgas laborales para aumentar los salarios y concesiones laborales) que presentaba un liderazgo plural difuso; y la "campaña política" (cambios socialistas en la sociedad), que requirió la dirección decisiva y revolucionaria del partido de vanguardia bolchevique.

#### Centralismo democrático
Sobre la base de la Primera Internacional (IWA, Asociación Internacional de Trabajadores, 1864-1876), Lenin organizó a los bolcheviques como un  democráticamente centralizado partido de vanguardia, en el que la libertad de expresión política era reconocida como legítima hasta el consenso político; después, se esperaba que todos los miembros del partido siguieran la política acordada. El debate democrático fue una práctica bolchevique, incluso después de que Lenin prohibiera las facciones en el Partido en 1921. A pesar de ser una influencia política orientadora, Lenin no ejerció el poder absoluto y debatió continuamente para que sus puntos de vista fueran aceptados como un curso de acción revolucionaria. En Libertad para criticar y unidad de acción (1905), Lenin dijo:

Por supuesto, la aplicación de este principio en la práctica a veces dará lugar a controversias y malentendidos; pero sólo sobre la base de este principio pueden resolverse honorablemente para el Partido todas las disputas y todos los malentendidos. [...] El principio de centralismo democrático y de autonomía de las organizaciones locales del Partido implica libertad universal y plena de crítica, siempre que esto no perturbe la unidad de una acción determinada; Descarta toda crítica que perturbe o dificulte la unidad de una acción decidida por el Partido.

#### Revolución proletaria
Antes de la Revolución de Octubre, a pesar de apoyar una reforma política moderada, incluidos los bolcheviques elegidos para la Duma, cuando fuera oportuno, Lenin dijo que el capitalismo solo podría ser derrocado con revolución proletaria, no con reformas graduales —desde dentro (Fabianismo) y desde fuera (socialdemocracia) - que fracasarían porque el control de la burguesía sobre los medios de producción determinaba el naturaleza del poder político en Rusia. Como se resume en el lema "Por una dictadura democrática del proletariado y el campesinado", una revolución proletaria en la Rusia subdesarrollada requería un proletariado unido (campesinos y trabajadores industriales) para asumir con éxito el poder de gobierno en las ciudades. Además, debido a las aspiraciones de la clase media de gran parte del campesinado, León Trotski dijo que el liderazgo proletario de la revolución aseguraría un cambio socioeconómico verdaderamente socialista y democrático.

### Dictadura del proletariado
En la Rusia bolchevique, el gobierno de la democracia directa fue realizado y llevado a cabo por los soviets (consejos electos de trabajadores) que Lenin dijo que era la "dictadura democrática del proletariado". postulado en marxismo ortodoxo. Los soviets se componían de comités representativos de las fábricas y los sindicatos, pero excluían a la clase social capitalista para asegurar el establecimiento de un gobierno proletario, por y para la clase obrera y los campesinos. Con respecto a la privación política de la clase social capitalista en la Rusia bolchevique, Lenin dijo que "privar a los explotadores del sufragio es una cuestión puramente rusa, y no una cuestión de la dictadura del proletariado, en general ... ¿En qué países ... democracia? porque los explotadores serán, de una u otra forma, restringidos ... es una cuestión de las características nacionales específicas de tal o cual capitalismo ". En el capítulo cinco de "El Estado y la revolución" (1917), Lenin describe la dictadura del proletariado como:

la organización de la vanguardia de los oprimidos como clase dominante con el propósito de aplastar a los opresores ... Una inmensa expansión de la democracia, que, por primera vez, se convierte en democracia para los pobres, democracia para el pueblo y no democracia para los ricos ... y represión por la fuerza, es decir, exclusión de la democracia, para los explotadores y opresores del pueblo: este es el cambio que sufre la democracia durante la "transición" del capitalismo al comunismo.

Con respecto a la privación de derechos de la democracia a la clase social capitalista, Lenin dijo: "Democracia para la gran mayoría del pueblo, y represión por la fuerza, es decir, exclusión de la democracia, de los explotadores y opresores del pueblo — Ése es el cambio que sufre la democracia durante la transición del capitalismo al comunismo" La dictadura del proletariado se efectuó con el constitucionalismo soviético , una forma de gobierno opuesta a la dictadura del capital (medios de producción de propiedad privada) practicada en las democracias burguesas. 

Lenin

Bajo el constitucionalismo soviético, el partido de vanguardia leninista sería uno de los muchos partidos políticos que compiten por la elección al poder gubernamental. Sin embargo, debido a la guerra civil rusa (1917-1924) y el terrorismo antibolchevique de los partidos políticos opuestos que ayudan a la contrarrevolución del Ejército Blanco, el gobierno bolchevique prohibió todas las demás políticas partidos, que dejaron al partido de vanguardia leninista como único partido político en Rusia. Lenin dijo que tal represión política no era filosóficamente inherente a la dictadura del proletariado.

### Economía
El gobierno bolchevique nacionalizó la industria y estableció un monopolio de comercio exterior para permitir la coordinación productiva de la economía nacional y así evitar que las industrias nacionales rusas compitieran entre sí. Para alimentar a la población de la ciudad y el campo, Lenin instituyó el comunismo de guerra (1918-1921) como condición necesaria - suministros adecuados de alimentos y armas - para luchar en la guerra civil rusa. En marzo de 1921, la Nueva Política Económica (NEP, 1921-1929) permitió el capitalismo local limitado (comercio privado y libre comercio interno) y reemplazó las requisas de granos con un impuesto agrícola administrado por bancos estatales. La NEP tenía la intención de resolver los disturbios por escasez de alimentos por parte del campesinado y permitió la empresa privada limitada; el motivo de lucro que alentó a los agricultores a producir los cultivos necesarios para alimentar a la ciudad y al campo; y restablecer económicamente a la clase trabajadora urbana, que había perdido a muchos trabajadores para luchar en la guerra civil contrarrevolucionaria. La nacionalización de la economía de la NEP facilitaría la industrialización de Rusia, fortalecería políticamente a la clase trabajadora y elevaría el nivel de vida de todos los rusos. Lenin dijo que la aparición de nuevos estados socialistas era necesaria para fortalecer la economía de Rusia en el establecimiento del socialismo ruso. La perspectiva socioeconómica de Lenin fue apoyada por la Revolución alemana de 1918-1919, la insurrección italiana y las huelgas generales de 1920, y los disturbios salariales de los trabajadores en el Reino Unido, Francia y los Estados Unidos.

### Autodeterminación nacional
Al reconocer y aceptar el nacionalismo entre los pueblos oprimidos, Lenin defendió su derecho nacional a la autodeterminación, y por eso se opuso al chovinismo gran ruso, porque tal etnocentrismo era un obstáculo cultural para establecer la dictadura proletariado en todos los territorios del depuesto Imperio Ruso (1721-1917). En "El derecho de las naciones a la autodeterminación" (1914), Lenin dijo: 

Luchamos contra los privilegios y la violencia de la nación opresora, y de ninguna manera toleramos los esfuerzos por obtener privilegios por parte de la nación oprimida ... El nacionalismo burgués de cualquier nación oprimida tiene un contenido democrático general que se dirige contra la opresión, y es este contenido el que apoyamos incondicionalmente. Al mismo tiempo, lo distinguimos estrictamente de la tendencia hacia la exclusividad nacional… ¿Puede una nación ser libre si oprime a otras naciones? No puede.

El internacionalismo socialista del marxismo y el bolchevismo se basa en la lucha de clases y en el nacionalismo, etnocentrismo y la religión de un pueblo que trasciende los obstáculos  intelectuales a la conciencia de clase - que son el  "statu quo" cultural que la clase dominante capitalista manipula para dividir políticamente a las clases trabajadoras y campesinas. Para superar esa barrera para establecer el socialismo, Lenin dijo que reconocer el nacionalismo, como un derecho de los pueblos a la autodeterminación y el derecho de secesión, naturalmente permitiría a los estados socialistas trascender las limitaciones políticas del nacionalismo para formar una federación. En  El derecho de las naciones a la autodeterminación  (1923), Lenin dijo:

Nada detiene tanto el desarrollo y el fortalecimiento de la solidaridad de clase proletaria como la injusticia nacional; Los nacionales "ofendidos" no son sensibles a nada, tanto como al sentimiento de igualdad, y la violación de esta igualdad, aunque sea por negligencia o broma, a la violación de esa igualdad por parte de sus compañeros proletarios.

### Cultura socialista
El papel del partido de vanguardia leninista fue educar políticamente a los trabajadores y campesinos para disipar la falsa conciencia social de la religión y el nacionalismo que constituyen el  statu quo cultural enseñado por el burguesía al proletariado para facilitar su explotación laboral económica de campesinos y trabajadores. Influenciado por Lenin, el Comité Central del Partido Bolchevique (Comité Central del Partido Comunista de la Unión Soviética) declaró que el desarrollo de la cultura obrera socialista no debería ser "paralizado desde arriba" y se opuso al control organizacional de la cultura nacional desarrollado por  Proletkult (1917-1925).

## El leninismo después de 1924

### Estalinismo
En la Rusia posrevolucionaria, el estalinismo (socialismo en un solo país) y el trotskismo ( revolución mundial permanente) fueron las principales filosofías de comunismo que reclamaba descendencia ideológica legítima del leninismo, por lo tanto, dentro del Partido Comunista de la Unión Soviética, cada facción ideológica negó la  legitimidad política de la facción opositora. Hasta poco antes de su muerte, Lenin contrarrestó la desproporcionada influencia política de Stalin en el Partido Comunista y en la burocracia del gobierno soviético, en parte debido a los abusos que había cometido contra la población de  Georgia y en parte porque el autocrático Stalin había acumulado un poder administrativo desproporcionado a su oficina de secretario general del Partido Comunista.
La contraacción contra Stalin se alineó con la defensa de Lenin del derecho de autodeterminación para los grupos nacionales y étnicos del Imperio zarista depuesto. Lenin advirtió al Partido que Stalin tiene "una autoridad ilimitada concentrada en sus manos, y no estoy seguro de si siempre será capaz de usar esa autoridad con suficiente precaución", y formó una facción con León Trotski para destituir a Stalin como el secretario general del Partido Comunista.
A tal fin, se siguieron propuestas para reducir los poderes administrativos de los puestos del partido con el fin de reducir la influencia burocrática sobre las políticas del Partido Comunista. Lenin aconsejó a Trotski que enfatizara la reciente alineación burocrática de Stalin en tales asuntos (por ejemplo, socavar la inspección antiburocrática de trabajadores y campesinos) y argumentó que se deponga a Stalin como secretario general. A pesar del consejo de rechazar "cualquier compromiso podrido", Trotski no hizo caso del consejo de Lenin y el secretario general Stalin retuvo el poder sobre el Partido Comunista y la burocracia del gobierno soviético.

### Trotskismo

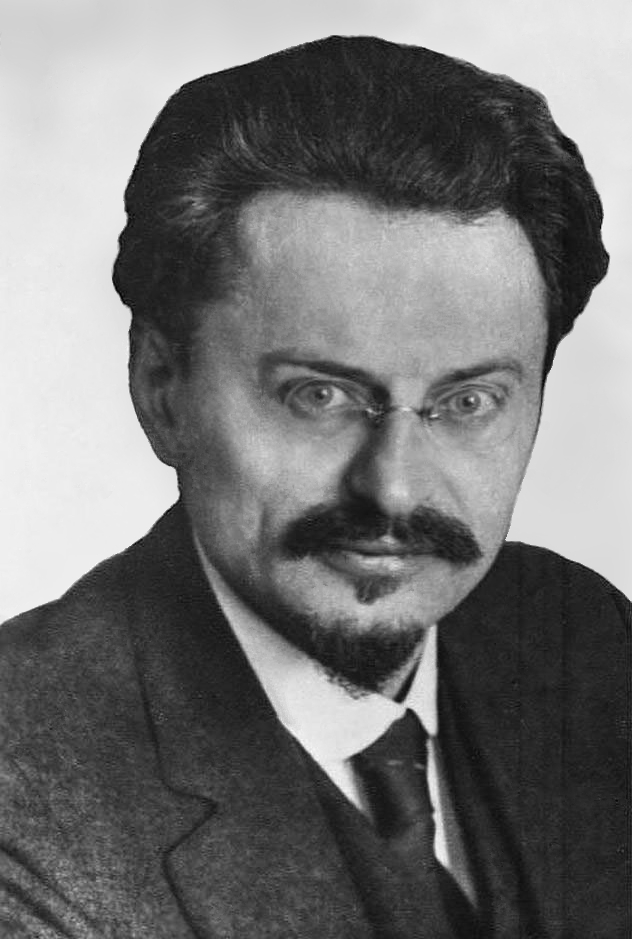
León Trotski fue exiliado de Rusia después de perder ante Stalin en la política de facciones de los bolcheviques.

Después de la muerte de Lenin (21 de enero de 1924), Trotski luchó ideológicamente contra la influencia de Stalin, quien formó bloques gobernantes dentro del Partido Comunista Ruso (con Grigori Zinóviev y Lev Kámenev, luego con Nikolái Bujarin y luego por sí mismo) y así determinó la política del gobierno soviético desde 1924 en adelante. Los bloques gobernantes negaron continuamente a los oponentes de Stalin el derecho a organizarse como una facción de oposición dentro del partido; por lo tanto, el restablecimiento del centralismo democrático y libertad de expresión dentro del Partido Comunista fueron argumentos clave de la Oposición de izquierda y la posterior oposición conjunta.
En el curso de instituir la política del gobierno, Stalin promovió la doctrina del socialismo en solo un país (adoptado en 1925), donde la Unión Soviética establecería el socialismo sobre los cimientos económicos de Rusia (y apoyaría revoluciones socialistas en otros lugares). A la inversa, Trotski sostenía que el socialismo en un país limitaría económicamente el desarrollo industrial de la Unión Soviética y, por lo tanto, requería la ayuda de los nuevos países socialistas en el mundo desarrollado, que era esencial para mantener la democracia soviética, en 1924 muy socavada por la guerra civil rusa de la contrarrevolución del Ejército Blanco. La teoría de Trotski de la revolución permanente propuso que las revoluciones socialistas en los países subdesarrollados irían más lejos hacia el desmantelamiento de los regímenes feudales y el establecimiento de democracias socialistas que no pasarían por una etapa capitalista de desarrollo y gobierno. Por lo tanto, los trabajadores revolucionarios deberían aliarse políticamente con las organizaciones políticas campesinas, pero no con los partidos políticos capitalistas. En contraste, Stalin y sus aliados propusieron que las alianzas con los partidos políticos capitalistas eran esenciales para realizar una revolución donde los comunistas eran muy pocos. Dicha práctica estalinista fracasó, especialmente en la parte de la Expedición del Norte de la Revolución China (1926-1928), que resultó en la masacre del Partido Comunista Chino por parte del Kuomintang. A pesar del fracaso, la política de Stalin de alianzas políticas de ideología mixta se convirtió, no obstante, en la política de la Internacional Comunista (Comintern).
Hasta que se exilió de Rusia en 1929, Trotski desarrolló y dirigió la Oposición de Izquierda (y la posterior Oposición Conjunta) con miembros de la Oposición Obrera, los Decembristas y (más tarde) los Zinovievistas. El trotskismo predominó en la política de la Oposición de Izquierda, que exigió la restauración de la democracia soviética, la expansión del centralismo democrático en el Partido Comunista, la industrialización nacional, la revolución permanente internacional y el internacionalismo socialista. Las demandas trotskistas contrarrestaron el dominio político de Stalin sobre el Partido Comunista, que se caracterizó oficialmente por el " culto a Lenin", el rechazo de la revolución permanente, y defendió la doctrina del socialismo en un solo país. La política económica estalinista vaciló entre apaciguar los intereses capitalistas del kulak en el campo y destruirlos como clase social. Inicialmente, los estalinistas también rechazaron la industrialización nacional de Rusia, pero luego la persiguieron por completo, a veces de manera brutal. En ambos casos, la Oposición de Izquierda denunció la naturaleza regresiva de la política de Stalin hacia la rica clase social kulak y la brutalidad de la industrialización forzada. Trotski describió la vacilación stailinista como un síntoma de la naturaleza antidemocrática de una burocracia gobernante.
Durante las décadas de 1920 y 1930, Stalin luchó y derrotó la influencia política de Trotski y los trotskistas en Rusia, mediante calumnias, y censura, expulsiones, exilios (internos y externos) y prisión. La campaña anti-Trotski culminó con las ejecuciones (oficiales y no oficiales) de los Juicios de Moscú (1936-1938), que formaban parte de la Gran Purga de los Viejos Bolcheviques que habían liderado la Revolución).

## Análisis
Algunos historiadores como Richard Pipes consideran al estalinismo como la consecuencia natural del leninismo, que Stalin "implementó fielmente los programas de política interior y exterior de Lenin".  Robert Service señala que "institucional e ideológicamente Lenin sentó las bases para un Stalin [.. .] pero el paso del leninismo a los peores terrores del estalinismo no fue fácil e inevitable". El historiador y biógrafo de Stalin Edvard Radzinsky cree que Stalin fue un verdadero seguidor de Lenin, exactamente como él mismo afirmó. Los defensores de continuidad citan una variedad de factores contribuyentes, ya que fue Lenin, en lugar de Stalin, quien introdujo el Terror rojo con su toma de rehenes y campos de internamiento; que fue Lenin quien desarrolló el  Artículo 58 y quien estableció el sistema autocrático dentro del  Partido Comunista Ruso. Los defensores también señalan que Lenin puso una Prohibición de facciones dentro del partido e introdujo el estado de partido único en 1921, una medida que permitió a Stalin deshacerse de sus rivales fácilmente después de la muerte de Lenin y citar a Felix Dzerzhinsky, quien exclamó durante la bolchevique lucha contra los oponentes en la guerra civil rusa: "Defendemos el terror organizado; esto debe ser declarado francamente".
Los opositores a esta opinión incluyen a historiadores revisionistas y a varios historiadores de la posguerra fría y otros disidentes soviéticos, incluido Roy Medvédev, que argumenta que " uno podría enumerar las diversas medidas llevadas a cabo por Stalin que en realidad fueron una continuación de las tendencias y medidas antidemocráticas implementadas bajo Lenin ", pero que" de muchas maneras, Stalin actuó, no de acuerdo con las instrucciones claras de Lenin, sino desafiando las ellos ". Al hacerlo, algunos historiadores han tratado de distanciar el estalinismo del leninismo para socavar la visión totalitaria que las facetas negativas de Stalin eran inherentes al comunismo desde el principio. Los críticos de este tipo incluyen a comunistas antiestalinistas como León Trotski, quien señaló que Lenin intentó persuadir al Partido Comunista Ruso de eliminar Stalin de su puesto como su secretario general El Testamento de Lenin, el documento que contenía esta orden, fue suprimido después de la muerte de Lenin. En su biografía de Trotski, el historiador británico Isaac Deutscher dice que, al enfrentarse a la evidencia, "sólo los ciegos y los sordos podrían desconocer el contraste entre estalinismo y leninismo".
Un análisis similar está presente en trabajos más recientes como los de Graeme Gill, quien sostiene que "el estalinismo no fue un flujo natural de desarrollos anteriores; formó una ruptura aguda resultante de decisiones conscientes de los principales actores políticos. " Sin embargo, Gill señala que "las dificultades con el uso del término reflejan problemas con el concepto de estalinismo en sí. La mayor dificultad es la falta de acuerdo sobre lo que debería constituir el estalinismo". Historiadores revisionistas como Sheila Fitzpatrick han criticado el enfoque en los niveles superiores de la sociedad y el uso de conceptos de la Guerra Fría como el totalitarismo que han oscurecido la realidad del sistema.
Como forma de marxismo, el leninismo revolucionario fue muy criticado como una interpretación antidemocrática del socialismo. En "La cuestión de las nacionalidades en la revolución rusa" (1918), Rosa Luxemburgo criticó a los bolcheviques por la supresión de la Asamblea Constituyente de toda Rusia (enero de 1918); la partición de las propiedades feudales a las comunas campesinas; y el derecho a la autodeterminación de todos los pueblos nacionales de Rusia. Que los errores estratégicos (geopolíticos) de los bolcheviques crearían grandes peligros para la Revolución rusa como la burocratización que surgiría para administrar el enorme país que era la Rusia bolchevique. En defensa de la práctica revolucionaria conveniente, en  La enfermedad infantil del izquierdismo en el comunismo' (1920) Lenin desestimó las quejas políticas e ideológicas de los críticos antibolcheviques, que afirmaban posturas ideológicamente correctas que estaban a la izquierda política de Lenin. En la filosofía marxista, comunismo de izquierda es una gama de perspectivas políticas que son de izquierda entre los comunistas. El comunismo de izquierda critica la ideología que el Partido Bolchevique practicó como vanguardia revolucionaria. Ideológicamente, los comunistas de izquierda presentan sus perspectivas y enfoques como auténtico marxismo y, por tanto, más orientado al proletariado que al leninismo de la Internacional Comunista en su primer (1919) y segundo (1920) congresos. Los defensores del comunismo de izquierda incluyen a Amadeo Bordiga, Herman Gorter, Paul Mattick, Sylvia Pankhurst, Antonie Pannekoek y Otto Rühle.
Históricamente, la izquierda comunista holandesa-alemana ha sido muy crítica con Lenin y el leninismo, Sin embargo, la izquierda comunista italiana siguió siendo leninista. Bordiga dijo: "Todo este trabajo de demoler el oportunismo y el 'desviacionismo' (Lenin:  ¿Qué hacer? ) Es hoy la base de la actividad del partido. El partido sigue la tradición y las experiencias revolucionarias en este trabajo durante estos períodos de reflujo revolucionario y proliferación de teorías oportunistas, que tenían como opositores violentos e inflexibles a Marx, Engels, Lenin y la izquierda italiana ".  En "La leyenda de Lenin" (1935), Paul Mattick dijo que la trasicion al comunismo de consejo, iniciada por los izquierdistas holandés-alemanes, también es crítica del leninismo. Las organizaciones comunistas de izquierda contemporáneas, como la Tendencia Comunista Internacionalista y la Corriente Comunista Internacional, ven a Lenin como un teórico importante e influyente , pero siguen siendo críticos con el leninismo como praxis política para la revolución proletaria. No obstante, el Bordigismo del Partido Comunista Internacional acata el estricto leninismo de Bordiga. Ideológicamente alineado con la izquierda holandés-alemana, entre los ideólogos de la comunización contemporánea, el teórico Gilles Dauvé criticó el leninismo como un "subproducto del kautskismo". A la luz de los principios del socialismo , el leninismo fue una desviación de derecha del marxismo.
La revolución del partido de vanguardia en el leninismo se convirtió en la base ideológica de los partidos comunistas comprendidos por el espectro político socialista. En la República Popular China, el Partido Comunista Chino se organizó con Maoísmo (el Pensamiento de Mao Zedong), socialismo con características chinas. En Singapur, el Partido de Acción Popular (PAP) presentó la democracia interna e inició el dominio de un solo partido en el gobierno y la política de Singapur. En el evento, la aplicación práctica del maoísmo a las condiciones socioeconómicas de los países del Tercer Mundo produjo partidos revolucionarios de vanguardia, como el Partido Comunista del Perú - Patria Roja.